# Colburn-Zahl
Die Colburn-Zahl (Formelzeichen {\displaystyle J}) ist eine dimensionslose Kennzahl der Strömungsmechanik. Sie charakterisiert die Wärmeübertragung von viskosen Fluiden bei freier Konvektion und erzwungener Konvektion. Sie ist benannt nach dem amerikanischen Chemieingenieur Allan Philip Colburn (1904–1955).
Die Colburn-Zahl lässt sich berechnen aus dem Wärmeübertragungskoeffizienten {\displaystyle \alpha }, der Dichte {\displaystyle \rho }, der spezifischen Wärmekapazität {\displaystyle c_{p}} bei konstantem Druck, der Strömungsgeschwindigkeit {\displaystyle u}, der dynamischen Viskosität {\displaystyle \eta } sowie der Wärmeleitfähigkeit {\displaystyle \lambda } als:
{\displaystyle J={\frac {\alpha }{\rho \;c_{p}\;u}}\left({\frac {c_{p}\;\eta }{\lambda }}\right)^{\frac {2}{3}}}
oder aus anderen Kennzahlen zusammensetzen:
{\displaystyle J={\frac {\mathit {Nu}}{{\mathit {Re}}\,{\mathit {Pr}}^{\frac {1}{3}}}}={\mathit {St}}\,{\mathit {Pr}}^{\frac {2}{3}}}
Dabei steht {\displaystyle {\mathit {Nu}}} für die Nußelt-Zahl, {\displaystyle {\mathit {Re}}} für die Reynolds-Zahl, {\displaystyle {\mathit {Pr}}} für die Prandtl-Zahl und {\displaystyle {\mathit {St}}} für die Stanton-Zahl.